# Dicrocaulon
Genre
Classification phylogénétique
Dicrocaulon N.E.Br. est un genre de plante de la famille des Aizoaceae.
Dicrocaulon N.E.Br., in J. Bot. 66: 141 (1928)
Type : Dicrocaulon pearsonii N.E.Br.

## Liste des espèces
- Dicrocaulon brevifolium N.E.Br.
- Dicrocaulon grandiflorum Ihlenf.
- Dicrocaulon humile N.E.Br.
- Dicrocaulon microstigma (L.Bolus) Ihlenf.
- Dicrocaulon nodosum N.E.Br.
- Dicrocaulon pearsonii N.E.Br.
- Dicrocaulon ramulosum (L.Bolus) Ihlenf.
- Dicrocaulon spissum N.E.Br.
- Dicrocaulon trichotomum N.E.Br.